# Sincrotró

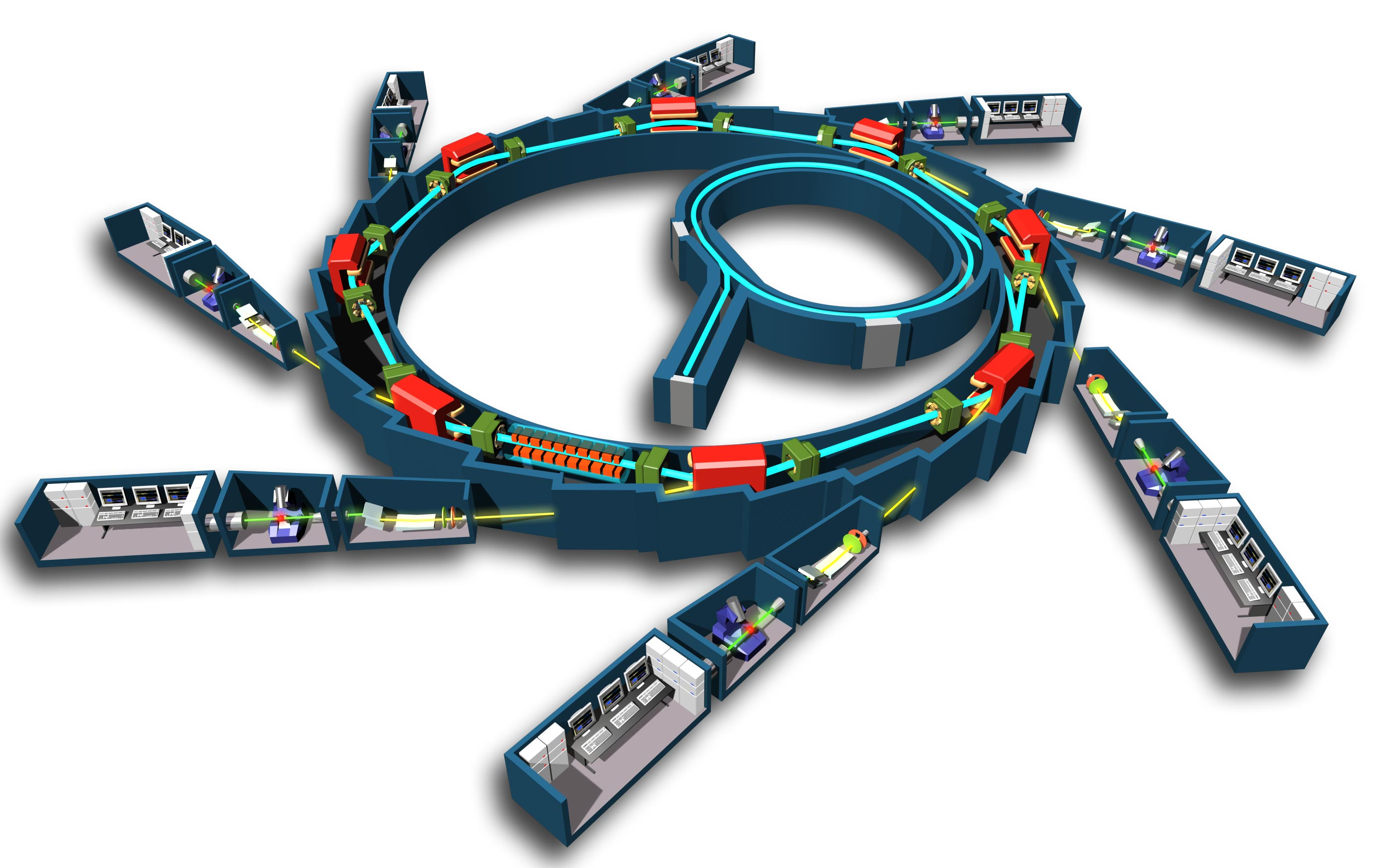
Esquema d'un sincrotró de trajectòria circular de la qual surten les línies de llum.

Un sincrotró és un tipus particular d'accelerador de partícules circular en què el camp magnètic (que fa que les partícules girin) i el camp elèctric (que accelera les partícules) estan sincronitzats de forma precisa amb el feix de partícules en moviment.
L'ús més estès dels sincrotrons és la generació de radiació electromagnètica d'ample espectre (anomenada radiació o llum sincrotró) per ser utilitzada en experiments científics basats en la interacció de la mostra amb aquesta llum. Un exemple de font de llum sincrotró és el sincrotró ALBA.

## Característiques
A diferència d'un ciclotró, que utilitza camps magnètics i elèctrics constants, i d'un sincrociclotró, en què es varia un dels dos camps, en el sincrotró es varien ambdós camps, i se'ls hi incrementa apropiadament a mesura que les partícules guanyen energia, per fer que el radi de la trajectòria es mantingui constant a mesura que aquestes són accelerades. Això permet que la cambra de buit per on circulen les partícules tingui la forma d'un llarg i estret tor (més conegut com a «forma de dònut»), a diferència de les cambres en forma de disc dels ciclotrons. En realitat, és més fàcil utilitzar una combinació de segments de tub rectes i corbats, donant a la forma de dònut la forma d'un polígon amb molts costats. Aquesta forma requereix la utilització de múltiples imants per corbar el feix.
La màxima energia que un accelerador circular pot impartir està típicament limitada per la força del camp magnètic i el radi màxim de la trajectòria de les partícules. En el cas d'un electroimant ordinari (no superconductor) la força del camp magnètic està limitada per la saturació del nucli (quan tots els dominis magnètics estan alineats, el camp no es pot incrementar més). Per tant, per aconseguir una màquina amb una energia el més gran possible, hem d'intentar aconseguir que el seu radi sigui també el més gran possible (o bé trobar una manera de superar la limitació de força del camp magnètic, per exemple, amb electroimants superconductors).
En un ciclotró, les partícules comencen al centre del disc i es mouen en forma d'espiral cap a l'exterior, de manera que la cambra de buit i el parell d'imants han de ser tan grans com el radi màxim de la trajectòria de les partícules. Tant tècnicament com econòmicament, això limita molt el radi màxim de la trajectòria, i, en estar el radi limitat, l'energia de la màquina esdevé també limitada per la força del camp magnètic.
Els sincrotrons superen aquestes limitacions, permetent un ample tub de feix que pot ser rodejat per imants més petits i més focalitzats. La capacitat d'aquests aparells per accelerar partícules està limitada per la pèrdua d'energia deguda a la radiació de llum (radiació de sincrotró) de les partícules accelerades. L'energia límit s'aconsegueix quan l'energia perduda en l'acceleració lateral requerida per mantenir la trajectòria circular del feix, iguala l'energia aportada a cada volta. Es poden construir acceleradors més potents utilitzant trajectòries amb un radi més llarg i també utilitzant un nombre més gran i una major potència de les cavitats de microones necessàries per accelerar les partícules als vèrtexs del polígon. Les partícules més lleugeres (com els electrons) perden una fracció molt important de la seva energia girant. A la pràctica, l'energia dels acceleradors d'electrons/positrons està limitada per aquesta pèrdua de radiació. Per contra, aquesta no juga cap paper important en la dinàmica dels acceleradors de protons i ions. L'energia d'aquests està estrictament limitada per la força dels imants i pel cost de construcció.

## Desenvolupament

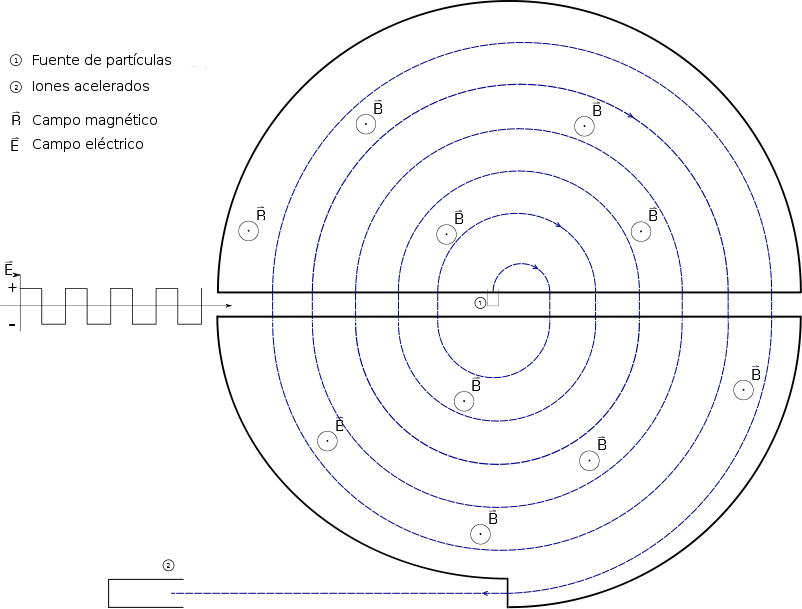
Esquema de funcionament d'un ciclotró, el precursor del sincrotró. El camp magnètic és uniforme i s'aplica a la direcció perpendicular a l'òrbita de les partícules. Les partícules s'acceleren des de zero cada vegada que travessen el camp magnètic i descriuen una espiral el radi de la qual augmenta fins que emergeixen de l'accelerador.

El ciclotró, concebut pel físic austrohongarès Leó Szilárd en 1929, es pot considerar el precursor del
sincrotró. El ciclotró utilitza un camp magnètic estàtic per corbar la trajectòria de les partícules i un camp elèctric oscil·lant de freqüència fixa per accelerar-les en un punt de la seva trajectòria. A mesura que les partícules augmenten la velocitat, el radi de la seva òrbita augmenta, per la qual cosa descriuen una espiral. Ernest Lawrence va dissenyar i va construir el primer ciclotró, posat en marxa per primer cop a finals de 1931. Aquesta màquina no era adequada per a l'acceleració de partícules relativistes, la massa de les quals augmenta quan la velocitat s'aproxima a la de la llum, la qual cosa causa un desfasatge respecte a l'oscil·lació del voltatge accelerador.
El 1934, Szilárd va descriure el principi d'estabilitat de fase, fonamental en el disseny del sincrotró. El 1945, el nord-americà Edwin McMillan i el soviètic Vladimir Veksler van proposar, independentment, un accelerador basat en aquest principi, variant la freqüència del camp elèctric a mesura que la partícula incrementa la seva energia. D'aquesta manera, les partícules reben una quantitat d'energia inversament proporcional a la velocitat, cosa que resulta en un feix estable on les partícules viatgen, de mitjana, a la velocitat apropiada. Usant aquest principi, Lawrence, McMillan i altres membres del seu grup van transformar el ciclotró de Berkeley en un sincrociclotró el 1946. Aquest aparell va arribar a accelerar protons fins a 740 MeV i ions d'heli a 920 MeV. El Phasotron, un sincrociclotró per a electrons construït per Veksler a Dubnà, Rússia, va aconseguir els 10 GeV.

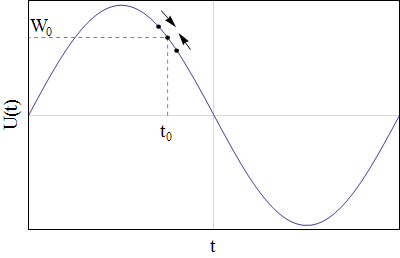
Il·lustració del principi d'estabilitat de fase al sincrotró: la funció periòdica U(t) representa el camp elèctric oscil·latori. Els tres punts sobre la gràfica representen tres partícules viatjant a velocitats lleugerament diferents. La partícula del centre arriba al camp amb la fase «òptima» W_{0}, entre 90 i 180°. La partícula que arriba lleugerament per davant rep menys energia del camp, i la que arriba per darrere, més, de manera que les fases romanen concentrades al voltant de W_{0}.

 La màxima energia dels sincrociclotrons està dictada pel radi màxim de l'òrbita de les partícules, que no podien accelerar-se més un cop assolit aquest punt.
El 1949, MacMillan va construir el primer sincrotró d'electrons, incrementant la magnitud del camp magnètic en sincronia amb la velocitat dels electrons i aconseguint així mantenir-los en una òrbita fixa tancada i accelerar-los fins a una energia de 300 MeV. El primer sincrotó de protons va ser el Cosmotrón, dissenyat el 1948 i construït al Laboratori Nacional de Brookhaven. El Cosmotró va començar a funcionar a l'energia de 3.3 GeV a principis de 1953. L'any 1952, diversos dels col·laboradors en el disseny i construcció del Cosmotró van publicar una idea per augmentar l'eficiència dels sincrotrons alternant lents magnètiques convergents i divergents —camp magnètic de gradient alternat— per focalitzar el feix de partícules a allò llarg de tota la seva trajectòria, idea patentada ja el 1950 per Nicholas Christofilos. Aquesta idea va ser immediatament incorporada al disseny del sincrotró de protons del CERN, on fins llavors es planejava assolir una energia de 10 GeV. Gràcies a l'ús de gradient alternat va entrar en funcionament el 1959 a 30 GeV. El 1960, va entrar en funcionament l'AGS («Alternating Gradient Synchrotron» de 33 GeV a Brookhaven.
Bob Wilson, un antic col·laborador de Lawrence, va proposar separar els imants focalitzadors del feix dels imants usats per corbar la trajectòria del feix de partícules al sincrotró de Fermilab, finalitzat el 1972, on es van assolir 400 GeV. En les dècades següents es van seguir construint sincrotrons de major grandària i energia, com el Tevatron a Fermilab o LHC a CERN, dedicats a l'estudi de partícules subatòmiques.
Encara que la radiació sincrotró emesa per les partícules accelerades constitueix una limitació a la màxima energia assolible en un sincrotró, els científics aviat es van adonar de les possibilitats que oferien els feixos intensos de radiació ultraviolada i rajos X generats en els sincrotrons d'altes energies, i als 80, van aparèixer els primers anells d'emmagatzematge dissenyats exclusivament com a fonts de radiació sincrotró. Alguns col·lisionadors de partícules obsolets, com el sincrotró de Stanford als Estats Units, o DORIS i PETRA al laboratori Deutsches Elektronen-Synchrotron, Alemanya, han estat reconfigurats per a aquest propòsit, mentre que uns quants, com CHESS, a la Universitat de Cornell, es van utilitzar alhora per a estudis de física de partícules i com a fonts de llum sincrotró.
A principis del segle xxi es van començar a dissenyar anells d'emmagatzematge «limitats per difracció», caracteritzats per una emitància extremadament baixa del feix d'electrons i una radiació molt coherent i colimada. El laboratori MAX IV va ser la primera font d'aquest tipus.

## Grans sincrotrons
El primer sincrotró de protons va ser el Cosmotró, construït en el Laboratori Nacional Brookhaven, als Estats Units. Va començar a funcionar el 1952, aconseguint una energia de 3 GeV.
Un altre dels primers grans sincrotrons, ara ja retirat, és el Bevatró, acabat el 1954 al Laboratori Lawrence Berkeley (EUA). El nom d'aquest accelerador de protons procedeix de l'energia, en el rang dels 6,3 GeV, abans anomenats BeV per bilió d'electró-volts (els americans anomenen bilió al qual els europeus anomenem 1.000 milions). El nom precedeix l'adopció del prefix Giga pel SI. Un cert nombre d'elements pesants, inexistents a la naturalesa, van ser creats per primera vegada amb aquesta màquina. Aquest lloc va ser també un dels primers a tenir una cambra de bombolles, un tipus de detector de partícules utilitzat per examinar els resultats de les col·lisions subatòmiques.
Un dels sincrotrons de més alta energia és el Tevatró, al Laboratori Nacional d'Acceleradors Fermi (Fermilab) també als Estats Units. Accelera protons i antiprotons a gairebé 1 TeV d'energia cinètica i els fa col·lidir entre ells.
Actualment, el sincrotró de més alta energia del món és el Gran Col·lisonador d'Hadrons (LHC) que va ser inaugurat el 2008 al Laboratori Europeu de Física d'Altes Energies (CERN). Té una energia de 7 TeV i es va construir en el túnel de 27 km que antigament contenia el Gran col·lisionador d'Electrons i Positrons (LEP), amb la qual cosa manté l'estatus de l'aparell científic més gran mai construït.
Els sincrotró més gros hauria sigut el Super Col·lisionador Superconductor (SSC) que havia de ser construït al desert de Texas als Estats Units. En el disseny proposava imants superconductors que permeten camps magnètics més intensos sense les limitacions de saturació del nucli. El projecte va ser discontinuat quan les obres ja havien començat, per decisió del Congrés dels Estats Units el 1994, perquè els costs exorbitaven. Això va ser degut a estimacions ingènues i a una mala gestió econòmica més que a grans errors tècnics. Es pot argumentar també que el final de la Guerra Freda va provocar un canvi en les prioritats dels fons destinats a investigació científica que va contribuir a la cancel·lació.

## Aplicacions
Els grans sincrotrons s'utilitzen per a la investigació en física de partícules, també anomenada física d'altes energies per les col·lisions d'altíssima energia entre partícules subatòmiques. En aquest aspecte, els sincrotrons s'utilitzen com a microscopis on com més alta és l'energia d'una col·lisió més petites són les partícules que podem observar. Amb això, els físics esperen poder descobrir els detalls de l'estructura bàsica de l'Univers. Durant anys, els resultats obtinguts dels ciclotrons primer i dels sincrotrons després han permès elaborar una teoria sobre quines són les partícules elementals i com estan relacionades entre elles. Aquesta teoria s'anomena Model estàndard.
Però la constant necessitat de construir màquines cada vegada de més alta energia per a poder observar la matèria a més petita escala, han elevat els costos de construcció d'un gran sincrotró a nivells inabastables per a la majoria de països (inclús els països considerats rics). Per això, actualment només els Estats Units, o grups de països com els que formen el CERN (tots països europeus) disposen d'aquesta tecnologia. Naturalment, això fa que el nombre de grans sincrotrons sigui força baix.
D'altra banda, la majoria dels sincrotrons actuals es construeixen amb la finalitat expressa de la utilització de la llum de sincrotró. Aquesta radiació, que en un principi només era una molesta pèrdua d'energia que s'intentava minimitzar, actualment s'ha convertit en una poderosa eina per analitzar la matèria orgànica i inorgànica amb aplicacions en gairebé tots els camps de la ciència: física, química, biologia, ciència de materials,... Els sincrotrons d'aquest tipus no han de ser ni de bon tros tan grans com els dedicats a la física de partícules i és per això que la majoria de països desenvolupats en tenen com a mínim un.
A continuació es mostra una llista no exhaustiva de les aplicacions d'aquest segon tipus de sincrotró:
- Anàlisi química
- Anàlisi de material geològic
- Anàlisi de materials semiconductors
- Cristal·lografia de grans molècules
- Cristal·lografia i microanàlisi de molècules inorgàniques
- Descobriment i recerca de nous fàrmacs
- Estudi de les formes de les molècules
- Estudi de proteïnes
- Estudis de fluorescència
- Estudis en biologia cel·lular
- Mètodes d'obtenció d'imatges en medicina